# Родонитовая улица
Родони́товая улица — магистральная улица в жилом районе «Ботанический» Чкаловского административного района Екатеринбурга. Названа в честь минерала родонит.

## Расположение и благоустройство
Улица проходит с запада на восток параллельно улице Академика Шварца по центральной оси жилого массива «Ботанический». Начинается от слияния с Самоцветным бульваром и заканчивается у Т-образного перекрёстка с улицей Крестинского. Пересекается с бульваром Архитектора Малахова и Тбилисским бульваром. Примыкания других улиц отсутствуют.
Протяжённость улицы составляет около 1200 метров. Ширина проезжей части — около 12 м (по две полосы в каждую сторону движения). На протяжении улицы имеется четыре светофора (на месте пересечений с бульварами Малахова и Тбилисским, улицей Крестинского и напротив дома 3 к.1). С обеих сторон улица оборудована тротуарами и уличным освещением. Нумерация домов ведётся от Самоцветного бульвара.

## История
Улица была образована в 1990-х годах в процессе строительства жилого района «Ботанический». К настоящему времени застроена многоэтажными жилыми домами (этажностью от 10 до 16 этажей).

## Транспорт
Автомобильное движение на всей протяжённости улицы двустороннее.

### Наземный общественный транспорт
Улица является важной районной транспортной магистралью. По улице осуществляется автобусное и троллейбусное движение, ходят маршрутные такси. Остановки общественного транспорта: «Ботаническая», «Бульвар Малахова», «Тбилисский булвьар», «Родонитовая».
- Транспортные маршруты:

Автобус: № 89, 98, 78;
Троллейбус: № 25, 35;

### Ближайшие станции метро
В 0,5 км к северо-северо-западу от конца улицы находится станция 1-й линии Екатеринбургского метрополитена  «Ботаническая».